# Lexie
Eine Lexie ist, in Abgrenzung vom Lexem und zum Wort, eine semantisch eigenständige Einheit, die morphologisch einfach, zusammengesetzt oder aus mehreren Wörtern zusammengesetzt sein kann.
In moderneren sprachwissenschaftlichen Untersuchungen zur lexikalischen Semantik wird auf Grund der exakteren Bestimmtheit eher von Lexien als von Wörtern gesprochen. Eine Lexie ist hinsichtlich ihrer Bedeutung bestimmt, das heißt, sie ist fester Teil des Wortschatzes einer Sprechergruppe. Die Beschreibung der Bedeutung von Lexien ist die zentrale Aufgabe der lexikalischen Semantik.